# Murina fusca
Murina fusca är en fladdermusart som beskrevs av Sowerby 1922. Murina fusca ingår i släktet Murina och familjen läderlappar. IUCN kategoriserar arten globalt som otillräckligt studerad. Inga underarter finns listade i Catalogue of Life.
Arten är bara känd från en mindre region i nordöstra Kina. Landskapet där är kullig.
Denna fladdermus blir ungefär 58 mm lång (huvud och bål), har en cirka 34 mm lång svans, cirka 40 mm långa underarmar och ungefär 40 mm långa öron. I den bruna pälsen är flera glest fördelade vita hår inblandade. På ryggens mitt finns fler vita hår och den ser därför grå ut. Undersidan är täckt av ljusare päls. Dessutom är flygmembranen mellan bakbenen och själva bakbenen täckta med hår.
Holotypen hittades i ett hus och det antas att den vid tillfället påbörjade sin vinterdvala.